# Aristarco de Atenas
Aristarco (en griego antiguo: Ἀρίσταρχος) es nombrado, junto con Pisandro, Frínico y Antifón, como uno de los principales líderes de los "Cuatrocientos" durante el golpe de Estado ateniense del 411 a. C., y se le especifica como uno de los más firmes partidarios antidemocráticos.
Cuando estalló la contrarrevolución, abandonó la sala del consejo con Terámenes, y se puso al frente de la joven caballería oligárquica en el Pireo; cuando cayó su grupo, aprovechó su cargo de strategos y cabalgó con un grupo de arqueros extranjeros hasta el fuerte fronterizo de Enoe, asediado por los beocios y los corintios. Trabajando en coordinación con ellos y amparándose en su autoridad, engañó a la guarnición presentando una falsa versión de los términos de paz con Esparta, lo que les llevó a rendirse. Este acto permitió al enemigo capturar el lugar.
Más tarde, según parece, él cayó en manos de los atenienses y, junto con Alexicles fue juzgado y ejecutado no más tarde del año 406 a. C.